# Ревербери, Джанфранко
Джан Франко Ревербери (итал. Gian Franco Giacomo Reverberi, 12 декабря 1934 года, Генуя, Италия — 8 января 2024 года, Рим, Италия) — итальянский композитор и музыкант. В основном работал над саундтреками к спагетти-вестернам.

## Биография
Родился 12 декабря 1934 года в городе Генуя, Италия. Его дед по отцовской линии был смотрителем и плотником в Музее естественной истории Джакомо Дориа в Генуе. После окончания Второй мировой войны семья переехала на Корсо Торино, в небольшую квартиру в доме № 58, которая стала местом встреч музыкантов. Джанфранко учился игре на фортепиано у частного преподавателя г-жи Меццо-Риччи. Увлечённый аккордеоном, он начал выступать как аккордеонист в музыкальных передачах, главными героями которых были способные дети. Играл на вибрафоне, подарке отца, который станет его главным инструментом. С этим инструментом он подписал свой первый контракт на выступление в Неаполе во время летних школьных каникул. В следующем году, в возрасте шестнадцати лет, его пригласили в качестве вибрафониста в оркестр Нелло Сегурини в Лидо в Генуе.
Почти все те, кто впоследствии стали авторами и исполнителями песен генуэзской школы, жили в районе Фоче со своими семьями. Джанфранко и его брат Джан Пьеро были жильцами квартиры, где проходили музыкальные встречи группы, и основными музыкантами группы. К этим годам относится его дружба с Джорджо Калабрезе, автором текстов популярных песен, а впоследствии — соавтора первых песен Джанфранко.
Во время своей военной службы в Фано Джанфранко организовал квартет с другими товарищами по оружию, включая Пьеро Чампи. После направления в Миланский полк он основал джазовое трио с Джорджо Габером (гитара) и Джорджо Буратти (контрабас) и выступал с этим коллективом в миланских «подвалах».
Тогда же вместе с Джорджо Габером, Энцо Янначчи, Паоло (Паллино) Томеллери, Нандо Де Лукой и Луиджи Тенко (которые приезжали в Милан из Генуи каждые выходные) он сформировал одну из первых итальянских рок-н-ролльных групп, солистом в неё вошёл Адриано Челентано.
После окончания военной службы Ревербери присоединился к корабельному оркестру «Олимпия» в качестве вибрафониста. Корабль, отправившийся из порта Генуя в Нью-Йорк, в течение двух месяцев плавал по Карибскому морю, а затем ещё два месяца продолжал плавание у четырёх континентов в так называемом «круизе миллиардеров».
По приглашению отца, который считал его предыдущий музыкальный опыт «развлечением», он некоторое время работал представителем компании, производившей машины для химчистки. Эти занятия продолжились три месяца.
Затем он вернулся в Милан и вместе с Янначчи, Томеллери, Де Лукой и Тенко собрал группу I Cavalieri, которая записывалась для Dischi Ricordi, но также служила «базой» для других артистов того времени. Группа Cavalieri выступала в клубах Рима и приняла участие в записи саундтрека к фильму «La notte brava» Мауро Болоньини (1959).
Ревербери стремился сочинять музыку, и благодаря добрым услугам Могола его сначала наняло музыкальное издательство Radio Record Ricordi, а затем — «Discografia». В возрасте 23 лет он стал заместителем художественного руководителя и одновременно звукорежиссером, музыкальным ассистентом, дирижером оркестра, аранжировщиком, сессионным музыкантом и «охотником за талантами».
Он дирижировал оркестром фестиваля в Сан-Ремо, исполняя песни Николы Ди Бари (он был его продюсером) — победителя фестиваля в 1971 году с Il cuore è uno zingaro, в 1972 году с I giorni dell’arcobaleno. В 1970 году песня La prima cosa bella не победила, но оказалась самой продаваемой песней года.
Его последнее задание в Рикорди позволило ему пригласить своих товарищей из Фоче. На приглашение откликнулись Луиджи Тенко, Джино Паоли, Пьеро Чампи, Фабрицио Де Андре, а также Рики Джанко, позднее Бруно Лаузи и Микеле, помогая им получить свое признание при поддержке Нанни Рикорди (директор) и Франко Крепакса (вице-президент).
После ухода Нанни Рикорди из звукозаписывающей компании, носившей его имя, он стал художественным руководителем звукозаписывающей компании CGD, а его друг Франко Крепаксом был назначен директором.
Из идеи Джино Паоли, который в то время уже записывался на RCA, родился новый опыт независимых продюсеров. Первым артистом, которого продюсировал дуэт Паоли/Ревербери, стал Лучо Далла. Возможность представить этого певца появилась на фестивале в Сан-Ремо, Ревербери для него была написана песня на слова Серджио Бардотти: Пафф… бум!.
В 2923 году Ревербери стал главным героем документального фильма «Новая генуэзская школа» режиссёра Клаудио Кабоны, получившим большое количество доброжелательных отзывов.
Ревербери умер в Генуе 8 января 2024 года, через три недели после своего 89-го дня рождения.

## Творчество
Ревербери был одним из первых итальянских исполнителей рок-музыки. Он также работал со своим братом Джаном Пьеро над песней «Last Men Standing» (или «Il carico d’oro») из саундтрека к фильму «Джанго» 1968 года «Приготовьте гроб» (Preparati la bara!) (один из многочисленных неофициальных сиквелов к фильму «Джанго»).), которая была использована в хите Gnarls Barkley «Crazy». Оба брата указаны как авторы песни.
Среди других его работ — «Солдаты и капеллоны» (1967), «Черная вуаль для Лизы» (1968), «Химера» (1968), «¡Viva América!» (1969), «Венера в мехах» (1969), «Женщина-красавица» (1970), «Черный Турин» (1972), «Обряды черной магии» (1973) и «Полицейская из порноотряда» (1979). Он также работал с Энцо Янначчи и Джорджио Габером.